# Tournemire (Aveyron)
Tournemire è un comune francese di 427 abitanti situato nel dipartimento dell'Aveyron nella regione dell'Occitania.

## Società

### Evoluzione demografica
Abitanti censiti